# Sphenomorphus tritaeniatus
Espèce
Synonymes
- Lygosoma tritaeniatum Bourret, 1937

Statut de conservation UICN

 NT  : Quasi menacé
Sphenomorphus tritaeniatus est une espèce de sauriens de la famille des Scincidae.

## Répartition

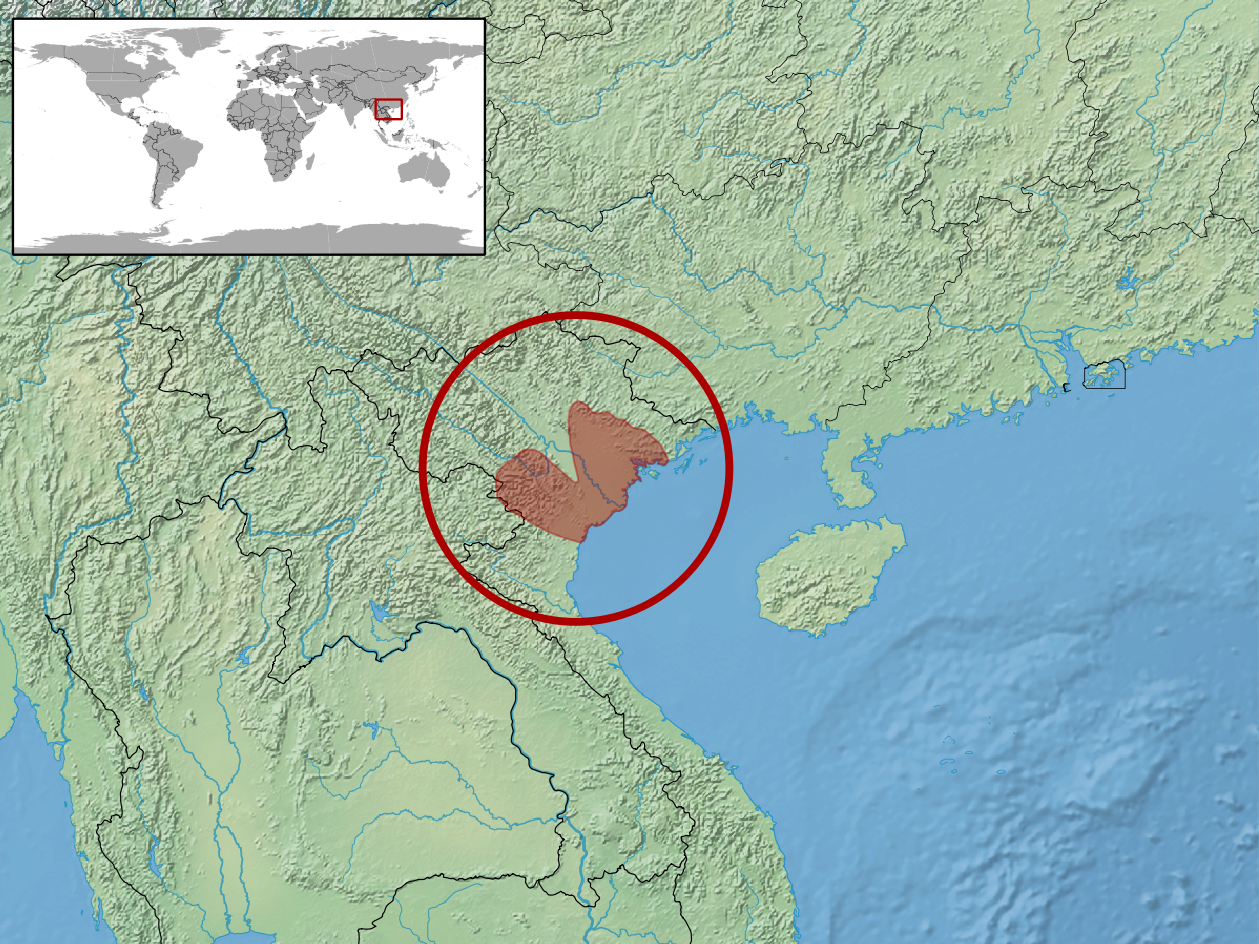
Répartition de l'espèce.

Cette espèce est endémique du parc national de Cuc Phuong dans la province de Ninh Bình au Viêt Nam.

## Publication originale
- Bourret, 1937 : Notes herpetologiques sur l'Indochine française. XII. Les lezards de la collection du Laboratoire des Sciences Naturelles de l'Universite. Descriptions de cinq especes nouvelles. Bulletin Général de l'Instruction publique de Hanoï, p. 1-22, 23-39.